# Medizinisch-Naturwissenschaftliches Viertel

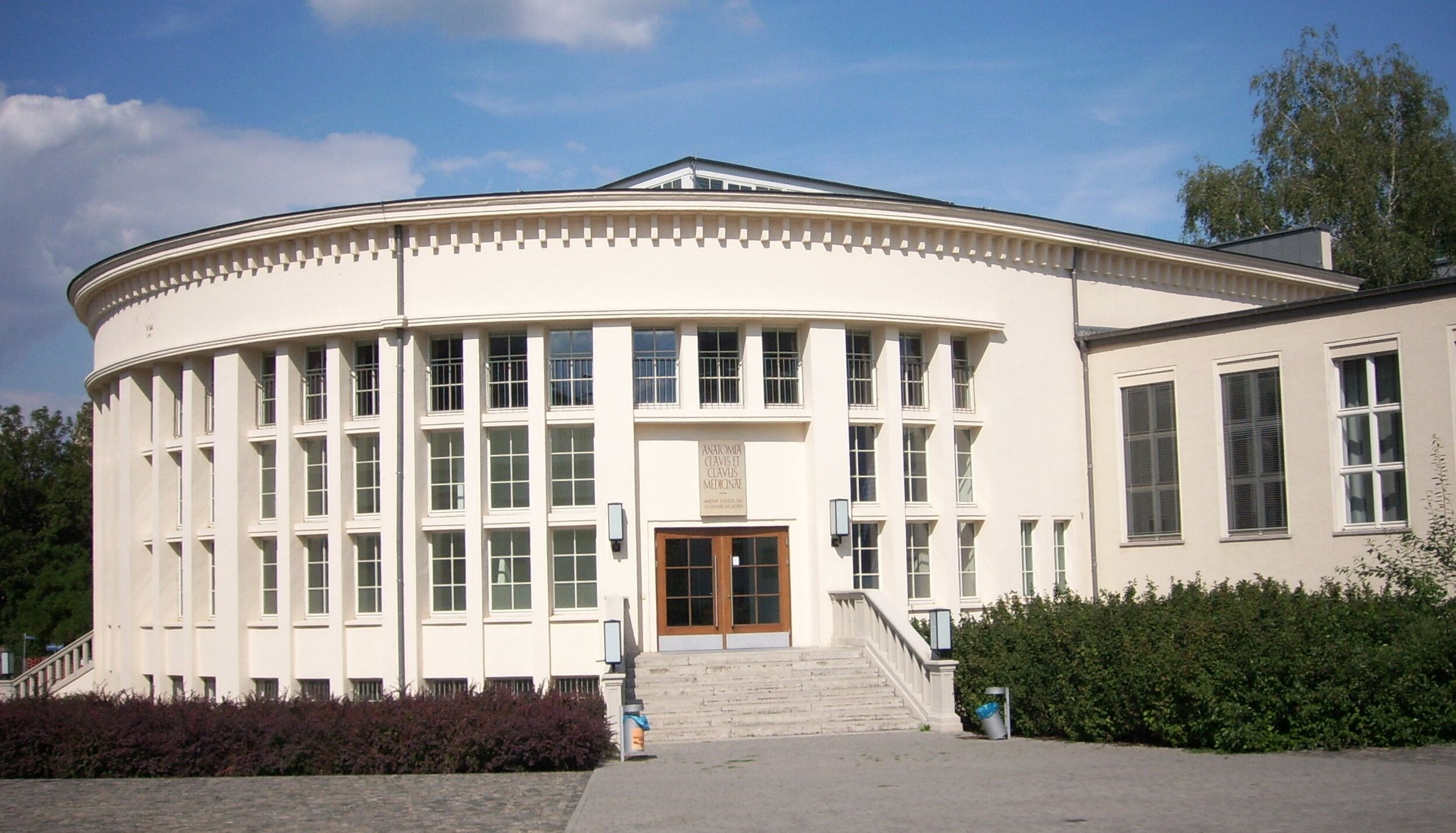
Hörsaalgebäude des Anatomischen Instituts (2007)
Architekt: Wolfgang Scheibe

Das Medizinisch-Naturwissenschaftliche Viertel (auch Klinikviertel, Medizinisches Viertel oder Universitätsviertel) in Leipzig ist ein Bereich südöstlich der Innenstadt, in welchem sich zahlreiche naturwissenschaftliche Institute der Universität Leipzig und die überwiegende Zahl der Einrichtungen des Universitätsklinikums Leipzig befinden. Es gehört zum Ortsteil Zentrum-Südost im Stadtbezirk Mitte.

## Lage und Einrichtungen
Das Medizinisch-Naturwissenschaftliche Viertel schließt sich nach Südosten an das Seeburgviertel an. Es wird umgrenzt von der Nürnberger Straße, der Brüderstraße und der Kleingartenanlage Johannistal, der Straße Vor dem Hospitaltore und dem östlichen Teil der Liebigstraße, der Linnéstraße und der Philipp-Rosenthal-Straße.
Die zentrale Straße ist die Liebigstraße, an welcher und entlang von Johannisallee, Philipp-Rosenthal- und Paul-List-Straße sich auf einer zusammenhängenden Fläche von über 20 Hektar (ca. 30 Fußballfelder) die wichtigsten Kliniken und Einrichtungen des Universitätsklinikums sowie medizinische Forschungseinrichtungen befinden. Umgebend liegen naturwissenschaftliche Institute und Einrichtungen der Universität, wie das Institut Biologie II und das Institut für Geophysik und Geologie in der Talstraße, das Institut für Pharmazie in der Brüderstraße, das Institut für Meteorologie in der Stephanstraße, die Institute für Geographie und Biologie I in der Johannisallee sowie der Botanische Garten, das Wilhelm-Ostwald-Institut für Physikalische und Theoretische Chemie und das Physikalische Institut in der Linnéstraße sowie das Institut für Chemie in der Johannisallee.
Die einzige Parkanlage in dem Viertel ist neben dem Botanischen Garten die Kanonenteichanlage zwischen Liebig-, Brüder- und Talstraße.

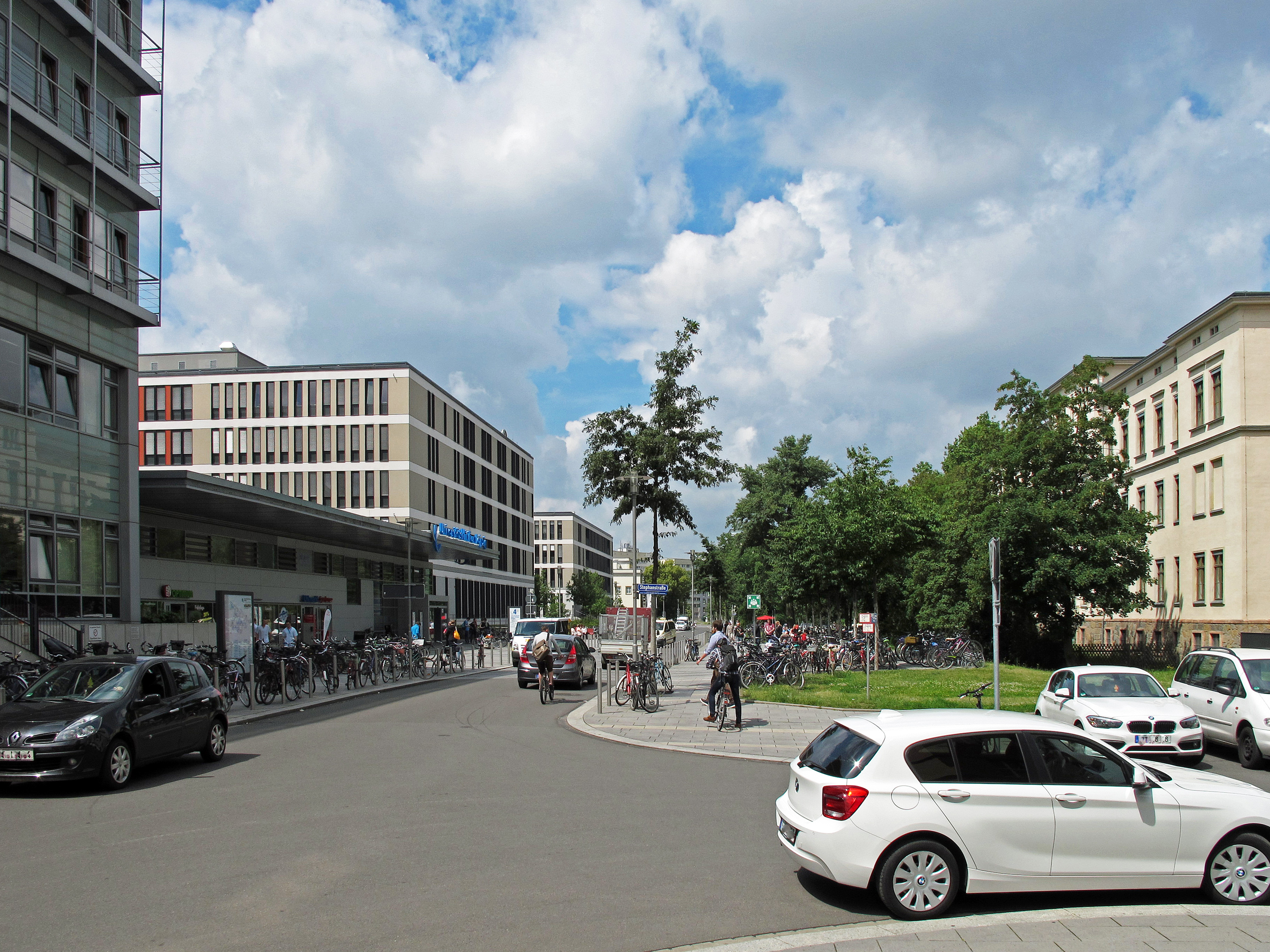
Klinikneubauten an der Liebigstraße (2016)
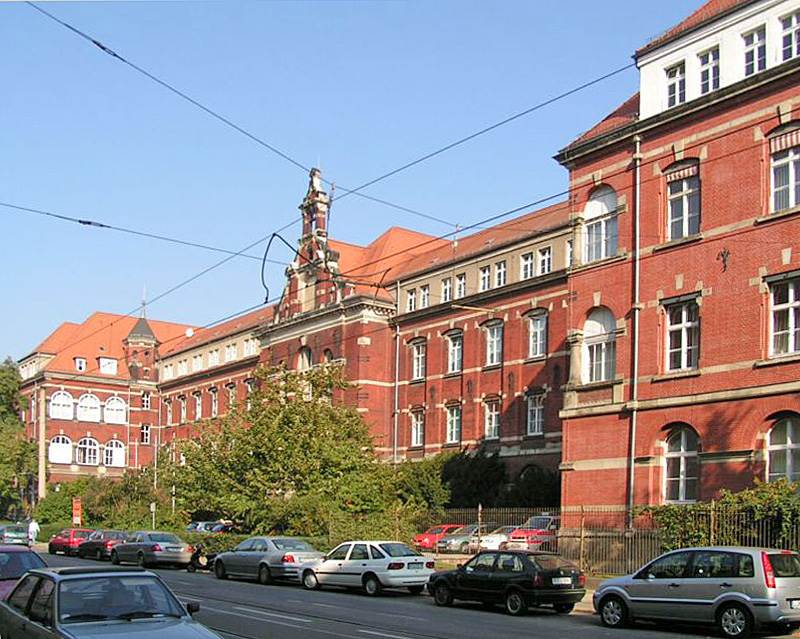
Forschungszentrum Rotes Haus (2005)
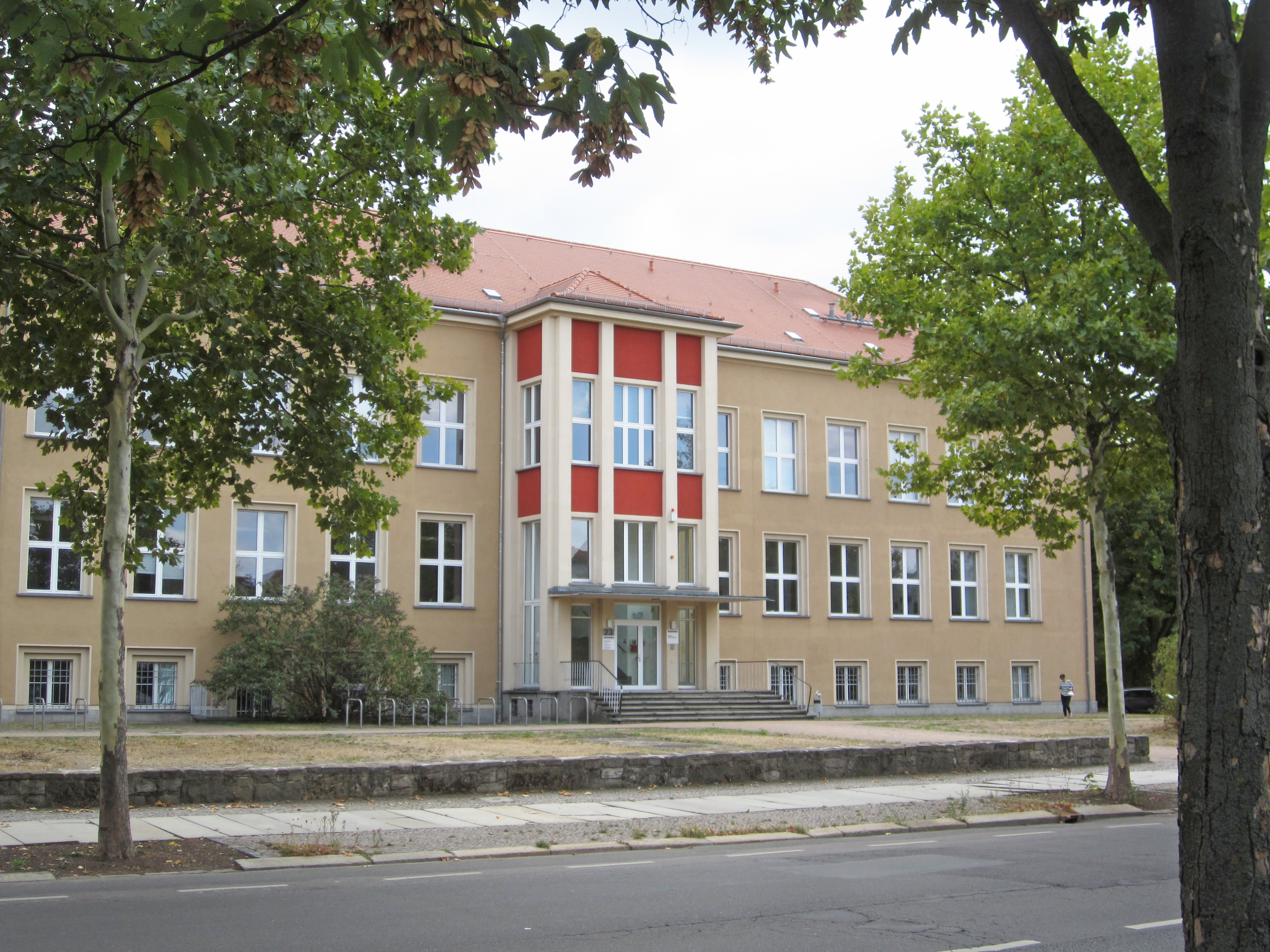
Institut für Biologie I (2018)
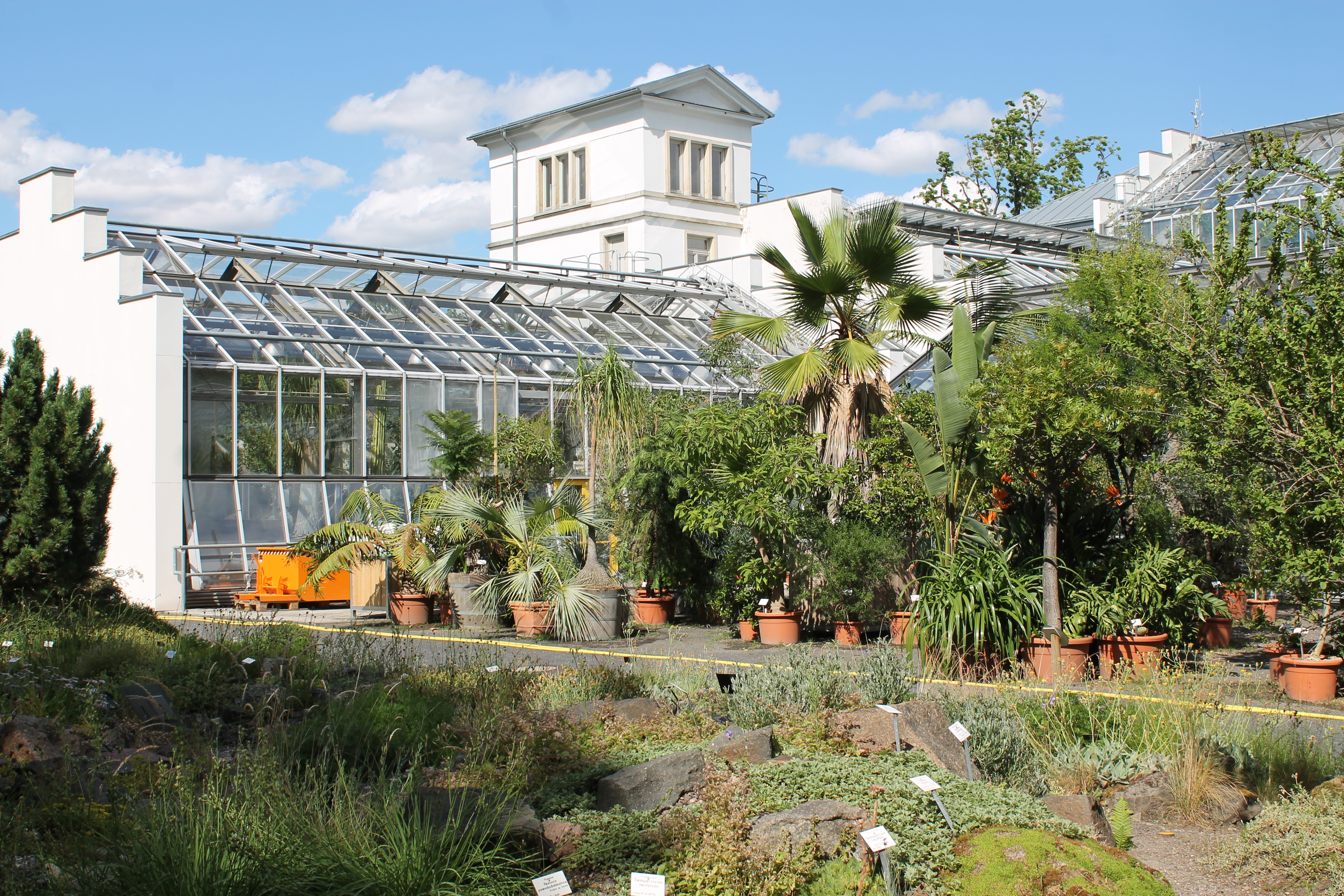
Im Botanischen Garten (2020)
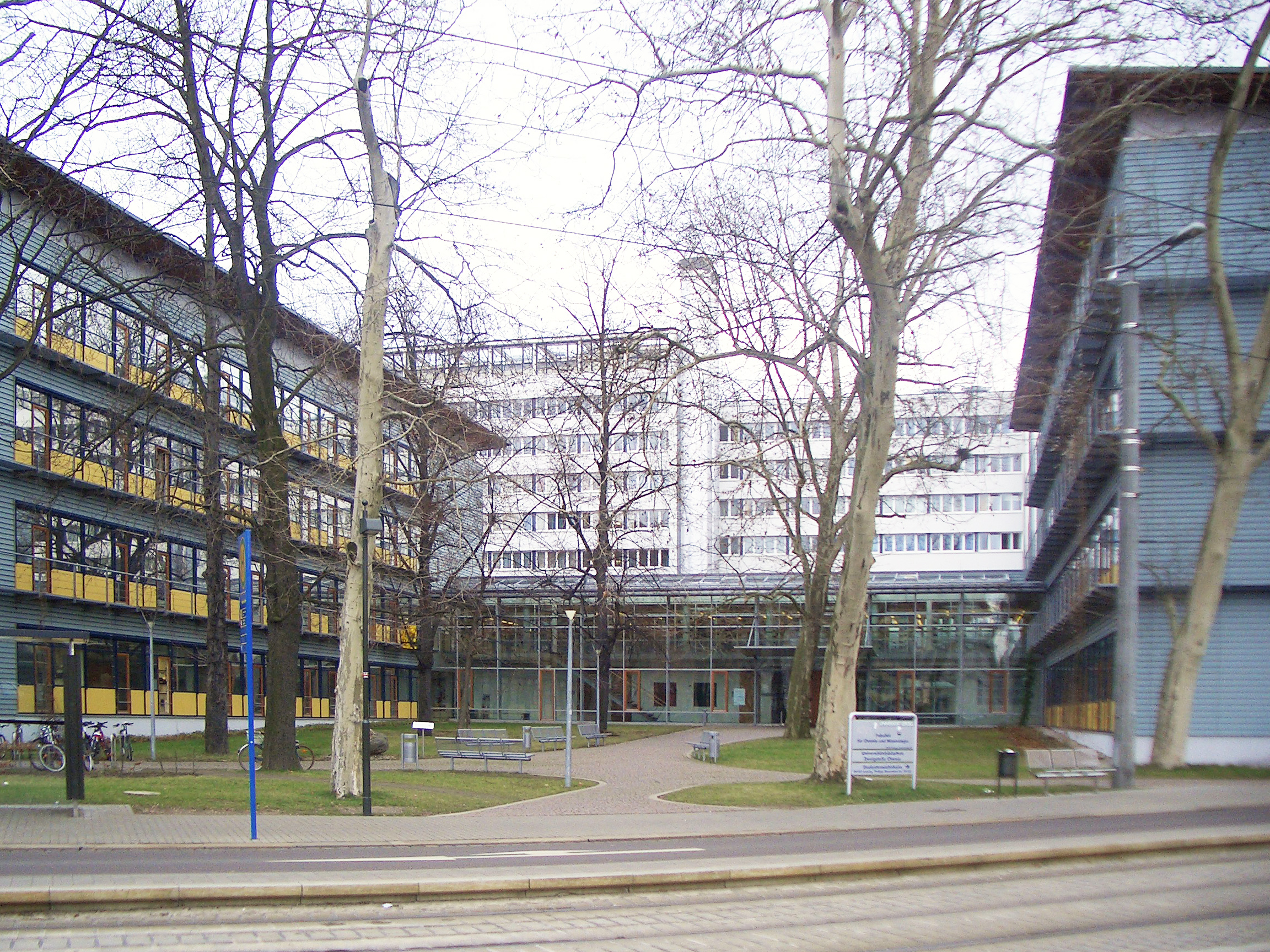
Fakultät für Chemie (2005)
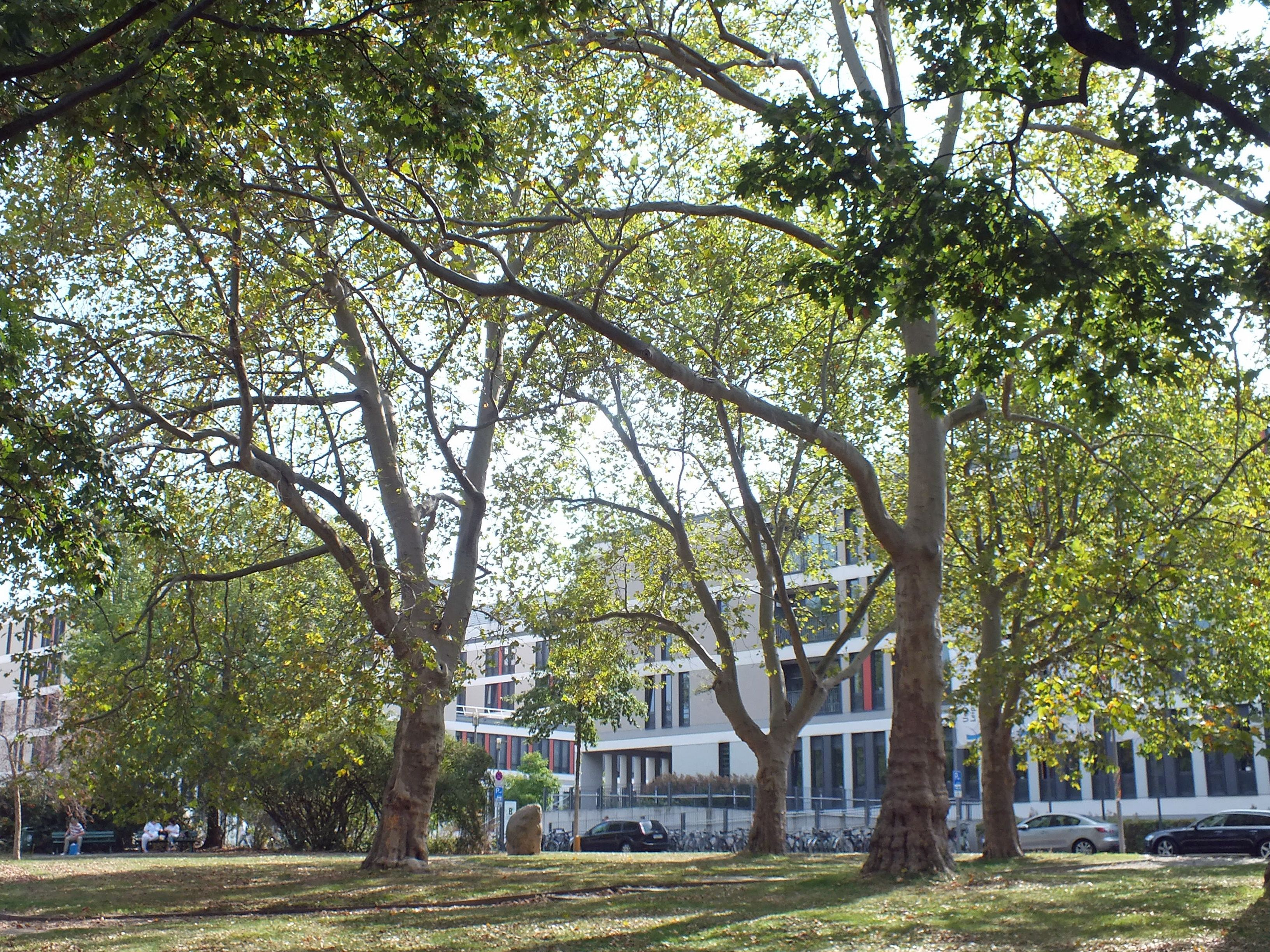
Kanonenteichanlage mit Liebigstraße (2020)

## Geschichte
1864 erbaute die Stadt Leipzig südlich des Johannistals das städtische Waisenhaus und nannte die dorthin führende Straße Waisenhausstraße (seit 1979 Liebigstraße). Bereits 1864 wurde das Gebäude wegen der Baufälligkeit des Jacobshospitals am Rosental zum städtischen Krankenhaus St. Jakob umfunktioniert und bis 1871 durch 13 Baracken auf dem anschließenden Gelände erweitert.

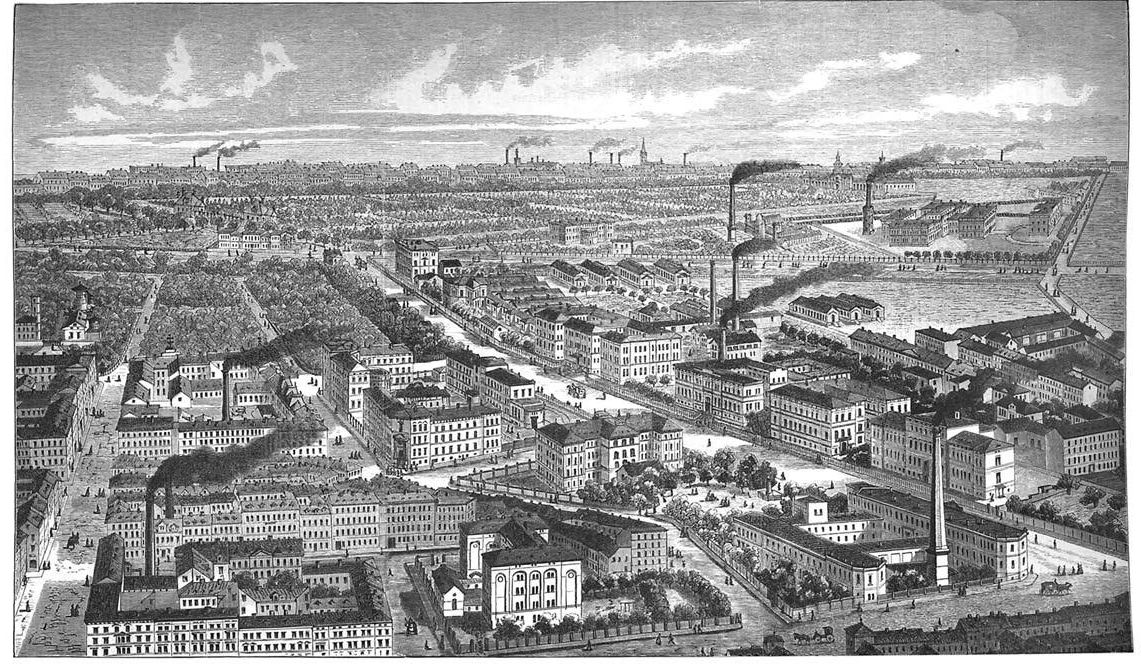
Das Viertel um 1885

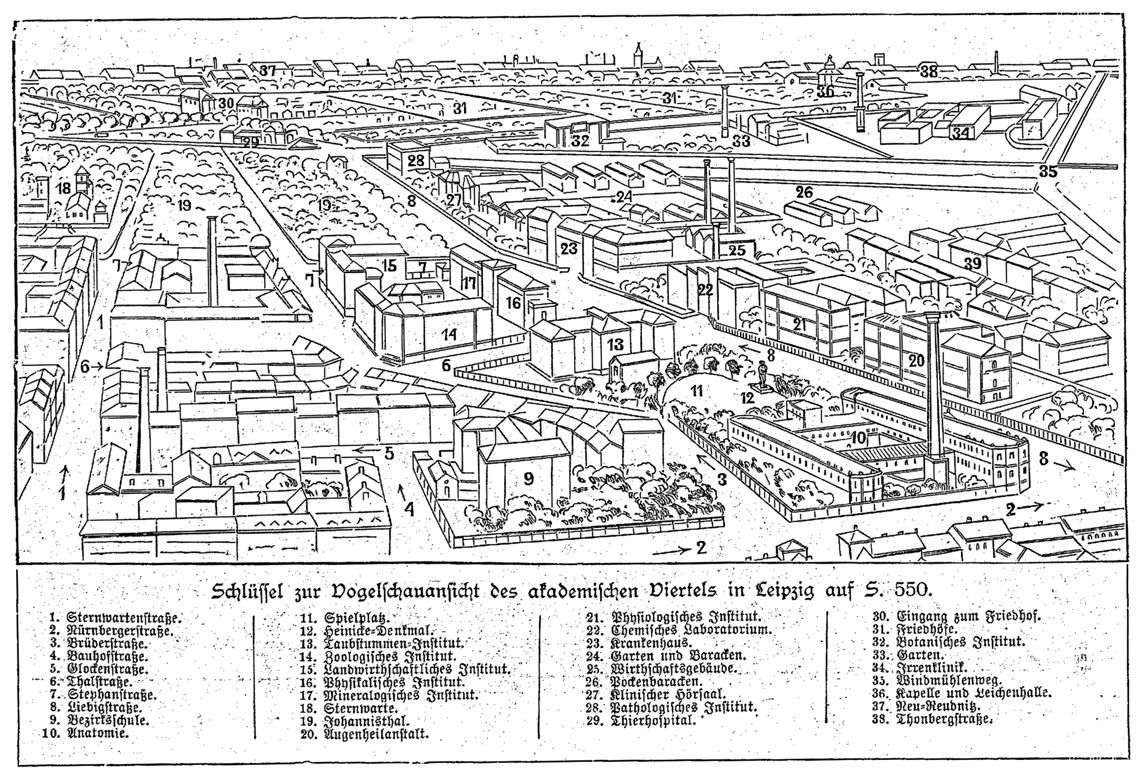
Legende dazu

Da in der Innenstadt keine Bauplätze zur Verfügung standen, erweiterte sich die Universität mit Neubauten von medizinischen und naturwissenschaftlichen Instituten ebenfalls im Bereich der Liebigstraße und ihrer Umgebung. Es begann 1868 in der Liebigstraße mit dem Chemischen Laboratorium, gefolgt vom Physiologischen Institut (1869), dem Pathologischen Institut (1871) und der Anatomie (1875). Ab 1870 war der an der Nordseite der Liebigstraße gelegene Kanonenteich zugeschüttet und an seiner Stelle 1880 entlang der Talstraße das neue Taubstummeninstitut errichtet worden, wodurch 1883 an der Stelle des alten Taubstummeninstituts von 1840 in der Liebigstraße die Augenklinik gebaut werden konnte. 1873 wurde in der Talstraße das Physikalische Institut eröffnet, in welches nach der Fertigstellung des Physikalischen Instituts in der Linnéstraße 1905 das Mathematische Institut einzog. 1880 entstand das Zoologische Institut in der Tal-/Ecke Brüderstraße, und 
1887 zog das Laboratorium für angewandte Chemie und Pharmazie in das zunächst für die Landwirtschaft errichtete Gebäude Brüder-/Ecke Stephanstraße ein. Um 1890 erreichte die Bautätigkeit zunächst einen gewissen Abschluss.
Im ersten Drittel des 20. Jahrhunderts erfolgten im Wesentlichen Erweiterungsbauten des Krankenhauses St. Jakob, so 1900 der Neubau der Chirurgischen Klinik in der Liebigstraße mit der Erweiterung um das Röntgeninstitut 1908, 1905 das Pathologische und Gerichtsmedizinische Institut in der Johannisallee/Ecke Liebigstraße, 1928 die Medizinische Klinik und Ambulanz in der Johannisallee sowie 1931 der gelbe Klinkerbau der Hautklinik in der Liebigstraße, für den die Pläne von Hubert Ritter (1886–1967) stammten. 1927 stellte Ritter auch einen Generalplan zur Entwicklung des städtischen Krankenhauses St. Jakob auf. Im südöstlichen Anschluss an das Viertel entstanden 1928/29 neue Gebäude für die Frauenklinik und die Orthopädische Klinik.
Im Zweiten Weltkrieg wurden einige Institute total zerstört, so die Anatomie, das Chemische Labor, das Physiologische Institut und das ehemalige Taubstummeninstitut, in welches 1917 mehrere Institute der Universität eingezogen waren, und vom St. Jakob-Krankenhaus erlitten einige Kliniken Teilschäden.
Der Wiederaufbau, beziehungsweise Neubau, begann 1951 mit dem Anatomischen Institut, das 1956 fertiggestellt wurde. 1953 ging das Krankenhaus St. Jakob an die Universität über und wurde zum Universitätsklinikum. Mit der Zahnklinik (1954), dem Chemischen Labor (1956), dem Physikalischen Institut (1957) und dem Physiologischen Institut (1960) konnten weitere Neubauten in Betrieb genommen werden.
Seit 1990 sind fast alle Kliniken an der Liebigstraße neu gebaut oder komplett saniert worden. Dabei wurde durch Klinikverlegungen, z. B. Frauenklinik, Orthopädie, der Patientenbetrieb auf Liebigstraße und Johannisallee konzentriert und in weiter entfernt liegenden Gebäuden medizinische Forschungseinrichtungen etabliert.